# Garacharma
Garacharma é uma vila no distrito de Andamans, no estado indiano de Andaman & Nicobar Islands.

## Demografia
Segundo o censo de 2001, Garacharma tinha uma população de 9431 habitantes. Os indivíduos do sexo masculino constituem 53% da população e os do sexo feminino 47%. Garacharma tem uma taxa de literacia de 74%, superior à média nacional de 59.5%: a literacia no sexo masculino é de 78% e no sexo feminino é de 69%. Em Garacharma, 12% da população está abaixo dos 6 anos de idade.